# Třída Guaicamacuto
Třída Guaicamacuto je třída pobřežních hlídkových lodí Venezuelské pobřežní stráže. Patří do typové řady Avante 1400 španělská firma Navantia. Venezuelské označení plavidel je Buque de Vigilancia Litoral (BVL, litorální sledovací loď). Jejich úkolem jsou různé typy operací ve výhradní námořní ekonomické zóně Venezuely. Celkem byly postaveny čtyři jednotky této třídy. Prototyp byl do služby přijat roku 2010. Hlídkový loď Naiguatá (GC-23) se roku 2020 potopila po srážce s výletní lodí RCGS Resolute.

## Stavba
Kontrakt na stavbu třídy byl podepsán v roce 2005 s Navantia. Jednalo se o kontrakt zahrnující celkem čtyři jednotky třídy Guaicamacuto pro pobřežní stráž a čtyři jednotky větší třídy Guaiquerí pro námořnictvo. První tři jednotky této třídy postavila Navantia ve své loděnici v San Fernandu v provincii Cádiz. Čtvrtou postavila, na základě transferu technologií, venezuelská loděnice Diques y Astilleros Nacionales v Puerto Cabello. Do služby byly přijaty v letech 2010–2020.
Jednotky třídy Guaicamacuto:
| Jméno                                 | Zahájení prací     | Spuštěna          | Vstup do služby    | Status |
| ------------------------------------- | ------------------ | ----------------- | ------------------ | --- |
| Guaicamacuto (GC-21)                  | 27. listopadu 2007 | 16. října 2008    | 2. března 2010     | Aktivní |
| Yavire (GC-22)                        | červen 2008        | 11. března 2009   | 10. listopadu 2010 | Aktivní |
| Naiguatá (GC-23)                      | 28. října 2008     | 24. června 2009   | 1. února 2011      | Dne 30. března 2020 Naiguatá taranovala portugalskou výletní loď RCGS Resolute s cílem jí zmocnit. Neuspěla a potopila se u ostrova La Tortuga poblíž Caracasu. |
| Comandante Eterno Hugo Chávez (GC-24) | 2008               | 12. července 2014 | 2. dubna 2020      | Do roku 2013 Tamanaco, aktivní |

## Konstrukce

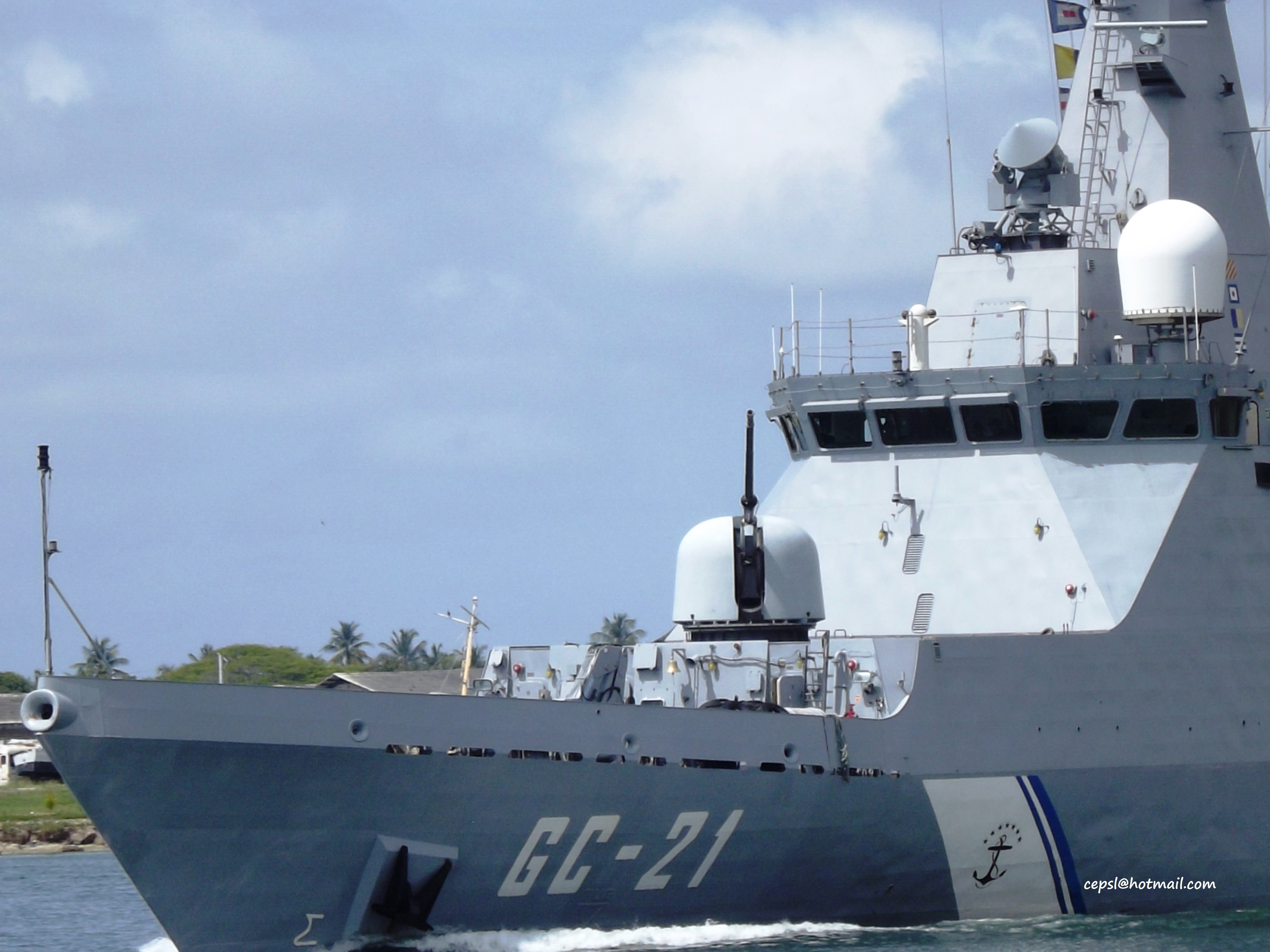
Guaicamacuto (GC-21)

Konstrukce této třídy vychází ze španělských hlídkových lodí třídy Serviola. Trup i nástavby jsou vyrobeny z oceli. Kromě 34 členů posádky mohou nést také výsadek 30 vojáků. V dělové věži na přídi se nachází 76mm kanón OTO Melara Compact. Ten doplňuje jeden 35mm hlavňový systém blízké obrany Oerlikon Millennium a dva 12,7mm kulomety. Na zádi je přistávací plocha umožňující operace jednoho vrtulníku (obvykle Agusta-Bell AB 212, Agusta-Bell AB 412 či Eurocopter AS565 Panther). Chybí však hangár. Ze zádě je spouštěn rychlý člun typu RHIB. Pohonný systém je koncepce CODAD. Tvoří ho dva diesely MTU 12V 1163 TB93, každý o výkonu 3 970 hp, pohánějící dva lodní šrouby se stavitelnými lopatkami. Nejvyšší rychlost dosahuje 20 uzlů. Dosah je 4 000 námořních mil při rychlosti 16 uzlů.